# Йохана Франциска фон Хоенцолерн-Зигмаринген
Йохана Франциска Фиделис Антоанета (Антония) Моника фон Хоенцолерн-Зигмаринген (на немски: Johanna Franziska Fidelis Antoinette (Antonia) Monika von Hohenzollern-Sigmaringen; * 5 май 1765, Зигмаринген; † 23 август 1790, дворец Кирн) от швабската линия на Хоенцолерните, е принцеса от Хоенцолерн-Зигмаринген и чрез женитба княгиня на Залм-Кирбург.

## Живот
Дъщеря е на княз генерал-фелдмаршал-лейтенант Карл Фридрих фон Хоенцолерн-Зигмаринген (1724 – 1785) и съпругата му графиня Йохана фон Хоенцолерн-Берг (1727 – 1787), дъщеря на граф Франц Вилхелм фон Хоенцолерн-Берг (1704 – 1737) и графиня Мария Катарина фон Валдбург-Цайл (1702 – 1739).
Йохана Францискасе омъжва на 29 ноември 1781 г. в Страсбург за княз Фридрих III фон Залм-Кибург (* 13 май 1745, Хенри-Шапел, Белгия; † 25 юли 1794, гилотиран в Париж), син на княз вилд- и рейнграф Филип Йозеф фон Залм-Кирбург (1709 – 1779) и принцеса Мария Тереза фон Хорн (1725 – 1783).
Йохана фон Залм-Кирбург умира на 25 години на 23 август 1790 г. в Кирн и е погребана в църквата на Кирн.

## Деца
Йохана Франциска и Фридрих III фон Залм-Кирбург имат децата:
- Филипина Фридерика Вилхелмина фон Залм-Кирбург (* 12 юли 1783; † 4 декември 1786)
- Фридрих Хеинрич Ото фон Залм-Кирбург (* 7 април 1785; † 17 ноември 1786)
- Фридрих Емануел Ото Лудвиг Филип Конрад фон Залм-Кирбург (* 9 октомври 1786; † 7 ноември 1786)
- Фридрих IV Ернст Ото Филип Антон фон Залм-Кирбург (* 14 декември 1789; † 14 август 1859), 4. княз на Залм-Кирбург, женен на 11 януари 1815 г. за Цецилия Превот, баронеса на Бордо (* 1783;† 22 февруари 1866)